# Juan Díaz (taekwondo)
Juan Carlos Díaz Falcon (Ciudad Bolívar, 2 de junio de 1981) es un deportista venezolano que compitió en taekwondo. Ganó una medalla de plata en los Juegos Panamericanos de 2011 en la categoría de +80 kg.

## Palmarés internacional
| Juegos Panamericanos | Juegos Panamericanos | Juegos Panamericanos | Juegos Panamericanos |
| Año                  | Lugar                | Medalla              | Categoría            |
| -------------------- | -------------------- | -------------------- | -------------------- |
| 2011                 | Guadalajara (México) | Medalla de plata     | +80 kg               |